# General La Trobe
General La Trobe is een beeldwerk van Charles Robb te Melbourne.

## Beschrijving
Het werk is ondersteboven geplaatst en beeldt generaal Charles La Trobe uit. Het bevindt zich aan de La Trobe University te Bundoora.